# Carl Katz
Carl Katz (auch Karl Katz; * 14. September 1899 in Osterholz-Scharmbeck; † 12. Februar 1972 in Bremen) war ein deutscher Unternehmer und Vorsitzender der jüdischen Gemeinde in Bremen.

## Biografie
Katz ließ sich Anfang der 1920er Jahre in Bremen nieder. Er betrieb eine Rohprodukte-Großhandlung, erst in der Neuenstraße, danach in der Brückenstraße und schließlich in der Isarstraße. Er heiratete Marianne Grünberg, Schwester des Schiedsrichters Hugo Grünberg. Bis Ende November 1938 durfte er sein Geschäft betreiben, dann wurde er durch die Nationalsozialisten gezwungen, das Geschäft zu verkaufen. Danach war er kaufmännischer Angestellter. Sein Haus Isarstraße 33, in dem er weiterhin lebte, wurde von den Nazis zum „Judenhaus“ erklärt. Er zog dann in die Parkstraße und lebte mit sieben anderen jüdischen Familien zusammen.
Bis zur „Machtergreifung“ 1933 zählte die Israelitische Gemeinde 1314 Mitglieder. 440 Juden Bremens wurden im November 1941 in das Ghetto Minsk und das Ghetto Riga deportiert. Danach wurden Carl Katz und Max Jonas die Vorsitzenden der jüdischen Gemeinde und Leiter der Zweigstelle Bremen der Reichsvereinigung der Juden in Deutschland. In diesem Amt war er der Verbindungsmann der jüdischen Gemeinde zur Gestapo.  Am 24. Juli 1942 wurden auch Katz und seine Familie zusammen mit den Insassen des jüdischen Altersheims in Gröpelingen nach Theresienstadt deportiert. Karl Bruck wurde sein Nachfolger als Vorsitzender der jüdischen Gemeinde.
In Theresienstadt wurde Katz zum Block- und Gebäudeältesten im Ghetto ernannt. In dieser Funktion musste er mit der NS-Lagerleitung zusammenarbeiten. 
Nach der Befreiung vom Nationalsozialismus kehrte Katz 1945 mit Frau und Tochter nach Bremen zurück. Er nahm den Produktehandel wieder auf. Sein Gebäude brannte bei einem Großbrand nieder und wurde wieder aufgebaut. 
Katz wurde im August 1945 Vorsitzender der Israelitischen Gemeinde in Bremen. Aus den Akten des Zentralrates der Juden in Deutschland zur Diskussion über Carl Katz, die im Bremer Staatsarchiv lagern, geht hervor, dass der Vorsitzende des Zentralrats, Heinz Galinski, schon seit 1957 Briefe aus Bremen erhalten hat „mit heftigen Angriffen gegen Herrn Katz“.  Das Direktorium des Zentralrats, in dem auch Carl Katz vertreten war, hat am 25. Februar 1964 nach kontroverser Diskussion mehrheitlich eine Erklärung beschlossen, nach der Juden, die nach 1939 mit den Nationalsozialisten mit oder ohne Zwang zusammengearbeitet hatten, in der jüdischen Gemeinschaft der Gegenwart keine leitenden Posten mehr bekleiden sollten. Der Zentralrat hatte aber keine Handhabe, seine Position in Bremen durchzusetzen. Katz blieb Vorsitzender der Jüdischen Gemeinde bis zu seinem Tode. Sein Nachfolger wurde 1972 Siegfried Stoppelmann. Die Gemeinde hat sich 1996 in Jüdische Gemeinde im Lande Bremen umbenannt.
Katz betrieb den Aufbau einer Synagoge in Bremen, die 1961 an der Schwachhauser Heerstraße für 150 Mitglieder eingeweiht werden konnte. Er nahm verschiedene Ämter in mehreren Organisationen wahr.

## Ehrungen
- Die Carl-Katz-Straße in Bremen - Obervieland, Ortsteil Kattenesch, wurde 1996 nach ihm benannt.
- Katz erhielt 1960 das Bundesverdienstkreuz 1. Klasse.